# Arbitraire
L’arbitraire (adjectif ou nom) est ce qui n'est pas motivé par une (bonne) raison : au sens moral ce qui n'est pas juste ou bon, social ou bon pour le monde (l'arbitraire du pouvoir). Au sens factuel ou logique ce qui n'est pas rationnel, justifié par l'empirisme ou la raison.

## Étymologie
Nom formé à partir du verbe latin arbitror, arbitrari qui signifie « juger, penser, croire ».

## Arbitraire en politique et en droit
L'arbitraire est l'application de la subjectivité d'une personne détenant du pouvoir aux dépens d'une autre qui en est démunie. C'est le pouvoir autoritaire dans son application. 
L'arbitraire est la mise en pratique de l'absolutisme, de l'injustice ou de la tyrannie.
Une décision de justice pénale prononcée « pour l'exemple » relève de l'arbitraire car son auteur ne s'en tient pas strictement aux règles du droit, se laissant influencer par une circonstance passagère ou extérieure aux faits.

### Suisse
En droit suisse, l'arbitraire est interdit par la Constitution fédérale : « Toute personne a le droit d’être traitée par les organes de l’État sans arbitraire et conformément aux règles de la bonne foi ».
L'arbitraire désigne notamment des normes ou des décisions qui ne sont pas fondées sur des motifs sérieux et objectifs, qui sont dépourvues de sens ou d'utilité, ou qui opèrent des distinctions injustifiables.

## Arbitraire du signe linguistique
Selon Ferdinand de Saussure, le signe linguistique est arbitraire, c'est-à-dire qu'il n'existe aucun rapport naturel entre le signifié (le concept) et le signifiant (l'image acoustique), en d'autres termes entre le sens et sa réalisation visuelle et acoustique (le mot). Cet arbitraire du signe explique que, pour désigner un même concept (par exemple "chat"), il soit possible d'utiliser différentes réalisations graphiques et phoniques, telles que chat [ʃa] en français, 猫 [neko] en japonais, kucing [kut͡ʃɪŋ] en malais, et cætera.
La question de l'arbitraire des signes est un thème qui fait l'objet de discussions importantes en sémiotique et spécialement en sémiotique visuelle. Des théoriciens comme Umberto Eco et le Groupe µ ont largement contribué à ces discussions.
Bien que l'hypothèse de l'arbitraire du signe soit généralement acceptée parmi les linguistes, il existe aussi des contre-exemples. Certains contre-exemples sont cités dès l'Antiquité. Dans le dialogue le Cratyle de Platon, le philosophe Cratyle cite le cas des lettres de l'alphabet grec. Les noms de ces lettres (c'est-à-dire leur signifiant) contiennent généralement le son qu'elles désignent (c'est-à-dire leur signifié) : par exemple, le signifiant phonétique de la lettre β, [bɛta], contient le signifié de cette lettre, à savoir le son [b].
Au-delà de ces contre-exemples anecdotiques, des recherches plus récentes ont montré qu'il existait des violations plus systématiques du principe de l'arbitraire du signe. Par exemple, une étude statistique de mots provenant d'environ deux tiers des langues parlées dans le monde a révélé que des langues sans lien génétique ont tendance à utiliser (ou à éviter d'utiliser) les mêmes sons pour exprimer des concepts spécifiques. Par exemple, à travers les langues, les mots pour désigner l'organe de la langue ont tendance à contenir le son [l] et à éviter le son [k]. Les mots désignant la petitesse contiennent souvent le son [i]. Une autre étude a trouvé qu'il existait une corrélation faible mais néanmoins significativement positive entre distance orthographique et distance sémantique pour les lexiques d'un ensemble de 100 langues : dans une langue donnée, plus les mots ont tendance à apparaître dans les mêmes contextes, plus ils ont tendance à être similaires orthographiquement. Ces résultats remettent en cause l'hypothèse qu'il n'existe aucun lien entre signifiant et signifié.